# معاهدة كيل

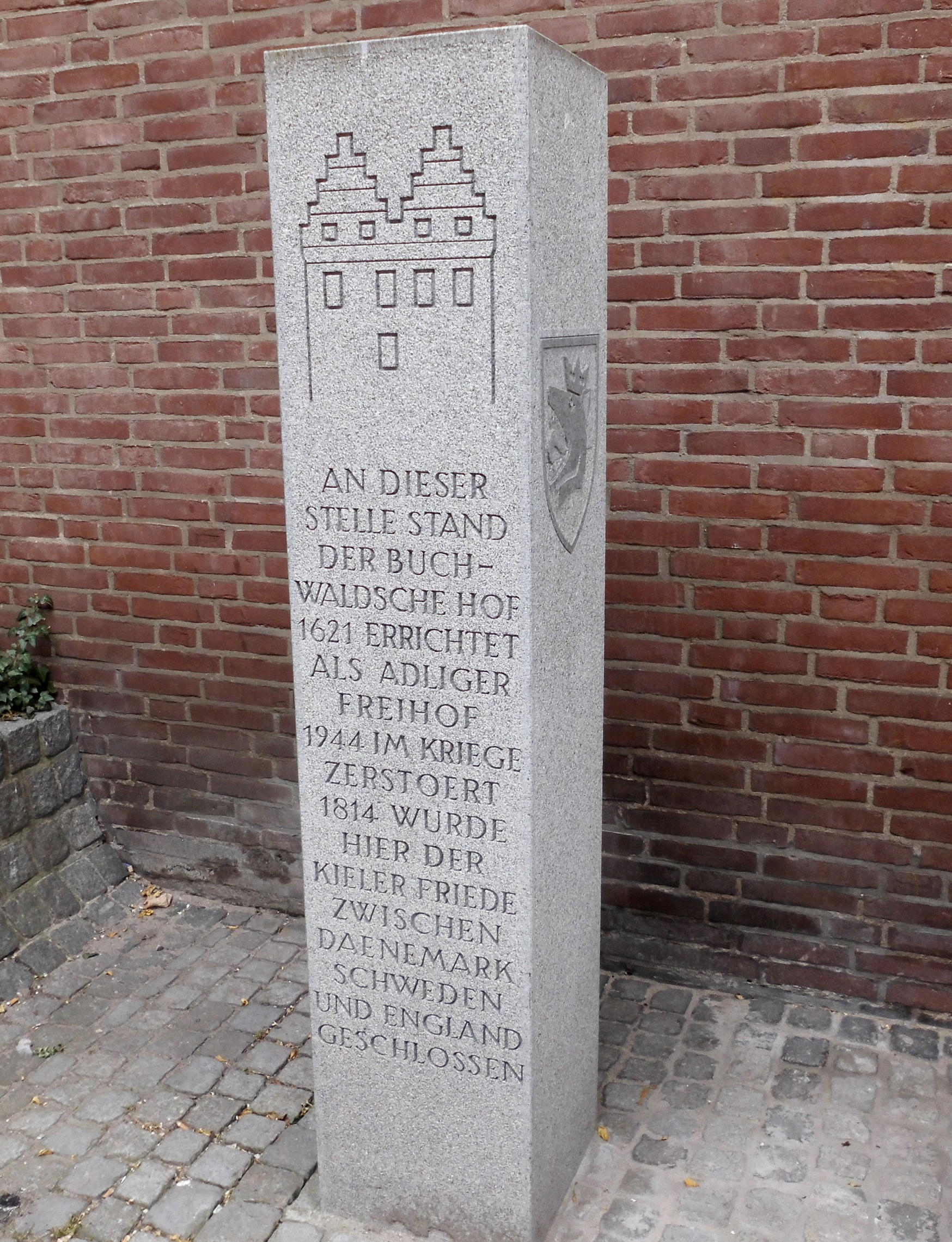
معاهدة كيل

أبرمت معاهدة كيل أو صلح كيل بين المملكة المتحدة لبريطانيا العظمى وأيرلندا ومملكة السويد من طرف ومملكة الدنمارك-النرويج من طرف آخر في مدينة كيل بتاريخ 14 يناير عام 1814. أفضت المعاهدة إلى إنهاء الأعمال العدائية بين الأطراف المشاركة في الحروب النابليونية المتواصلة. كانت المملكة المتحدة والسويد جزءًا من المعسكر المناهض لفرنسا (حرب التحالف السادس)، في حين كانت مملكة الدنمارك-النرويج متحالفة مع فرنسا.
انضم فريدريك السادس ملك الدنمارك إلى التحالف المناوئ لفرنسا، وتنازل عن جزيرة هليغولاند إلى جورج الثالث ملك المملكة المتحدة، وتنازل أيضًا عن مملكة النرويج إلى كارل الثالث عشر بهدف الدخول في اتحاد مع السويد، وذلك مقابل حصوله على بوميرانيا السويدية. استثنيت التبعيات النرويجية التابعة للدنمارك على غرار غرينلاند وآيسلندا وجزر فارو من عملية تبادل الأراضي على وجه الخصوص، وبقيت في الاتحاد إلى جانب الدنمارك (فشلت محاولة النرويج الرامية إلى دحض الادعاء الدنماركي حتى يشمل كامل غرينلاند، وعرف هذا الأمر باسم قضية شرق غرينلاند، والتي استمرت خلال الفترة الممتدة من عام 1931 حتى عام 1933).
ومع ذلك، لم تدخل جميع بنود المعاهدة حيز التنفيذ. أعلنت النرويج استقلالها، واتخذت دستورًا خاصًا بها، وانتخبت ولي العهد كريستيان فريدريك ملكًا. لذلك رفضت السويد تسليم بوميرانيا السويدية، والتي عادت إلى بروسيا في أعقاب مؤتمر فيينا في عام 1815. وافقت النرويج على الدخول في اتحاد شخصي مع السويد في مؤتمر موس، وجاء ذلك عقب حربٍ قصيرة دخلتها النرويج مع السويد. تنازل الملك كريستيان فريدريك عن سدة العرش بعدما عقد جلسة استثنائية للبرلمان، والتي تمخض عنها تنقيح الدستور من أجل فتح الباب أمام الدخول في الاتحاد. تأسس الاتحاد رسميًا بعد انتخاب البرلمان لكارل الثالث عشر ملكًا على عرش النرويج بتاريخ 4 نوفمبر عام 1814.

## خلفية تاريخية
سعت مملكة الدنمارك-النرويج ومملكة السويد إلى التزام الحياد في الوقت الذي اندلعت فيه الحروب النابليونية، ولكن سرعان ما انخرط كليهما في القتال، والتحقا بأحد المعسكرين المتنازعين. دخل ملك السويد غوستاف الرابع أدولف في حلف مع كل من المملكة المتحدة لبريطانيا العظمى وأيرلندا والإمبراطورية الروسية ضد نابليون بونابرت، وأعلن الحرب على فرنسا النابليونية في عام 1805. قدمت المملكة المتحدة إعانات مالية للسويد، وجاء ذلك على خلفية إعلان الأخيرة الحرب على فرنسا في عام 1803. تفاوض غوستاف الرابع أدولف على اتفاق أبرمه مع بروسيا. وتعهد بعدم الإقدام على مهاجمتها، وذلك قبل أن يقود قواته من بوميرانيا السويدية، وهو الإقليم الذي طمعت فيه بروسيا منذ أمد طويل، في حين ظلت الدنمارك على الحياد.
استولت القوات النابليونية على بوميرانيا السويدية، وأجبرت بروسيا وروسيا على توقيع معاهدة تيليست في عام 1807. وفي هذا الصدد، أرغِمت روسيا على مهاجمة خصوم نابليون. اجتاح القيصر فنلندا، وفصلها عن السويد في ما يعرف بالحرب الفنلندية التي اندلعت خلال الفترة الممتدة من عام 1808 حتى عام 1809، وجاء ذلك نظرًا لرفض غوستاف الرابع أدولف أن ينكث بالعهد الذي أبرمه مع المملكة المتحدة. عجزت السويد عن الثبات على سياستها الخارجية المناوئة لفرنسا، وجاء ذلك مع انتخاب المارشال الفرنسي جان بابتيست برنادوت وريثًا على العرش السويدي في عام 1810. دخلت مملكة الدنمارك-النرويج في تحالف مع فرنسا بعد حملة القصف البريطانية الثانية على كوبنهاغن في عام 1807.
أحبطت قوات نابليون في محاولتها الفاشلة للسيطرة على روسيا في عام 1812، وباشرت انسحابها صوب الغرب. دخلت السويد في تحالف مع كل من روسيا بتاريخ 30 أغسطس عام 1812، ومع المملكة المتحدة بتاريخ 3 مارس عام 1813، ومع بروسيا بتاريخ 22 أبريل عام 1813. وكانت في السابق قد أعلنت الحرب على نابليون في يوم 23 مارس عام 1813. كان شرط برنادوت من أجل الانضمام إلى التحالف المناوئ لنابليون هو حصوله على النرويج، وهو ما قبلته المملكة المتحدة وروسيا في شهر مايو من عام 1813. بيد أن بروسيا لم تعترف بهذا المطلب في بادئ الأمر. لذلك ظل برنادوت مترددًا حيال دخوله الحرب بكامل قواه، وانحصرت مشاركته على حملة هامبورغ التي تمكنت القوات الفرنسية والدنماركية المتحالفة على إثرها من استعادة المدينة في يوم 30 يونيو. انضمت السويد إلى تحالف رايخينباخ الذي جمع تحت مظلته كلًا من روسيا والمملكة المتحدة وبروسيا في يومي 14/15 يونيو، وذلك في الحين الذي قبلت فيه بروسيا مطالبة السويد بالنرويج في يوم 22 يوليو. وبعدها استطاعت قوات الحلفاء تحرير شمال ألمانيا من القوات الفرنسية من خلال الاستعانة بثلاثة جيوش (الشمالي والرئيسي والسيلزي التابعين للجيش الشمالي تحت قيادة برنادوت). أما الدنمارك التي حافظت على تحالفها مع نابليون بسبب مطالبة السويد بالنرويج فوقعت في عزلة وانهارت اقتصاديًا نتيجة الحرب. بادر برنادوت الذي أضحى بمقدوره مهاجمة الدنمارك بعد هزيمة نابليون في معركة لايبزيغ في منتصف شهر أكتوبر، إلى قيادة جيشه السويدي-الروسي المشترك، وألحق هزيمة خاطفة بالجيش الدنماركي الذي يفوقه عددًا، واحتل شلسفيغ هولشتاين في أواخر شهر ديسمبر من عام 1813. وافق فريدريك السادس على إبرام صلح بمجرد أن أصبح من الواضح أن برنادوت سوف يحتل يوتلاند وزيلاند (بمساعدة بريطانية على الصعيد البحري)، في حال استلزم الأمر ذلك من أجل إجبار الجانب النرويجي على التنازل.

## المعاهدة الدنماركية البريطانية
تولى الدبلوماسي الدنماركي إدموند بورك والمبعوث البريطاني في البلاط السويدي إدوارد ثورنتون التفاوض على المعاهدة التي أبرمت بين مملكة الدنمارك والمملكة المتحدة لبريطانيا العظمى وأيرلندا. تألفت المعاهدة من أربعة عشر مادة، وأضيف عليها مادتين في بروكسل في يوم 7 أبريل.
تحتم على المملكة المتحدة بحسب المادة الثالثة إعادة جميع الممتلكات الدنماركية المحتلة إلى ملك الدنمارك. واستثني من ذلك جزيرة هليغولاند التي منِح الملك البريطاني «سيادة كاملة ومطلقة عليها».
نصت المادة السادسة على التحاق الملك الدنماركي بالتحالف المناهض لنابليون، والتزامه الإبقاء على جيش يبلغ قوامه 10,000 رجل ممن تقرر ردفهم بصفوف قوات الحلفاء في شمال ألمانيا، وذلك شريطة وقوع هذا الجيش تحت قيادة ولي العهد السويدي. كان من المفترض أن تعامل هذه الوحدة الدنماركية بنفس الطريقة التي سوف تعامل بها الوحدة السويدية، وكان من المفترض أن يتلقى الملك الدنماركي مبلغًا سنويًا قدره 400,000 جنيه إسترليني كدعم بريطاني من أجل صيانة وتمويل الجيش على أن تصل هذه الدفعات على شكل أقساط شهرية بمجرد دخول الجيش في سلك الخدمة العسكرية مع الحلفاء.
عنيت المادة الثامنة بإلغاء تجارة الرق. قطع الملك البريطاني في المادة العاشرة وعدًا للملك الدنماركي بالتفاوض على منح تعويضات إضافية لقاء التنازلات الإقليمية التي قدمتها الدنمارك للسويد في اتفاق السلام النهائي المعلق. أما المادة الثالثة عشرة فأكدت على سريان المعاهدات الدنماركية البريطانية السالفة.
ارتبطت المواد المضافة في بروكسل بممتلكات الرعايا الدنماركيين في المستعمرات أو في الأراضي المتنازل عنها، والتي تحتم على البريطانيين الامتناع عن مساسها على مدى السنوات الثلاث القادمات، وتمتع الرعايا الدنماركيين والبريطانيين والهانوفريين بحق المساواة في المعاملة، والتأكيد على عدم أحقية ملاحقتهم بسبب مشاركتهم في الحرب على الطرفين المختلفين أو بسبب معتقداتهم السياسية أو الدينية.